# 디디에 아가트
디디에 페르낭 아가트(프랑스어: Didier Fernand Agathe, 1975년 8월 16일 ~ )는 프랑스의 전 축구 선수이자 축구 감독이며, 포지션은 풀백이다. 레위니옹 출신으로, 현재 체스터 르 스트리트 유나이티드 FC의 감독을 맡고 있다. 거친 수비와 과감한 오버래핑이 강점으로 알려져 있다.
1992년 몽펠리에 HSC에서 데뷔했으나, 맹장 및 연골에 이상이 생겨 잔부상에 시달리며 좋은 모습을 보이지 못하며 1996년부터 1997년까지 올랭피크 알레스에 임대되기도 했다. 이후 1999년 소속팀과의 계약이 종료되자 프로 생활을 지속하기 위해 영국으로 떠났으며, 스톡포트 카운티 FC와 입단 테스트를 받았으나 부상 경력으로 인해 최종적으로 계약이 체결되지 못했다. 하지만 에이전트였던 윌리 매카이의 주선으로 레이스 로버스 FC에 스트라이커로 지원하게 되었으며, 프리 시즌동안 친선 경기에서 좋은 활약을 보이며 최종 계약에 합의해 1시즌동안 활약한 뒤 2000년 계약이 만료되자 하이버니언 FC와 단기 계약을 맺었다. 그 뒤 같은 해 마틴 오닐의 제의를 받아 셀틱 FC에 입단했으며, 세인트 미렌 FC와의 데뷔전에서 좋은 모습을 보인 뒤 주전 자리를 차지하였다. 그리고 하이버니언 FC와의 스코틀랜드 컵 결승전에서 재키 맥나마라가 선제골을 어시스트하는 등의 활약을 보였고, 2000-01 시즌 팀의 스코티시 프리미어리그, 스코틀랜드 컵, 스코틀랜드 리그컵 우승에 크게 기여하였다. 이후 리그 2회 우승(2001-02 시즌, 2003-04 시즌) 및 2002-03년 UEFA컵 준우승에 공헌했으며, 이러한 활약으로 유벤투스 FC와 발렌시아 CF로의 이적설이 제기되기도 했다. 하지만 2005년 고든 스트라컨이 팀의 새 감독으로 부임한 이후 주전 자리를 잃었으며, 리즈 유나이티드 FC 및 미들즈브러 FC로 팀을 옮기는 것을 시도했으나 실패하였다. 그 뒤 2006년 자유이적 상태로 풀려나 블랙번 로버스 FC와 입단 테스트를 받았으나 최종 합의에 이르지 못했으며, 마틴 오닐이 지휘봉을 잡은 애스턴 빌라 FC로 1시즌간 단기 계약이 확정되었으나 계약이 끝난 이후 연장을 하지 않았다. 이후 JS 생피에르로 팀을 옮겨 레위니옹 무대에 복귀했으며, 2010년 선수 은퇴를 선언하였다.
또한 2004년 스코틀랜드 축구 국가대표팀의 감독인 베르티 포크츠로부터 관심을 받기도 했으나 최종적으로 국가대표팀 데뷔를 하지 못했다.
은퇴 이후 레위니옹에서 유스 아카데미를 운영했으며, 2020년 더럼 시티 AFC의 감독을 맡았다.
그리고 2000년 개봉한 영화 글로리에서 레인저스 FC 선수로 출연했으며, 2013년 열린 스틸리얀 페트로프 주최 자선 경기에 '셀틱 XI'의 일원으로 참가하였다.